# Francesc de Paula Gambús i Rusca
Francesc de Paula Gambús i Rusca (Barcelona, 1884 - Barcelona, 1 d'agost de 1966) fou un empresari català.

## Biografia
Fou fill de Jaume Gambús i Cussó i de la seva esposa Joaquima Rusca. Va tenir quatre germans: Ricard, Assumpta, Miquel i Jaume.
Es graduà en peritatge mercantil l'any 1901 i fou professor d'organització i administració d'empreses a l'Escola d'Alts Estudis Mercantils de Barcelona. De filiació carlina, no participà activament en política. El 1944 ingressà a la Reial Acadèmia de Ciències Econòmiques i Financeres. i el 1958 a la Reial Acadèmia de Belles Arts de Sant Jordi.
Com a empresari i directiu ja el 1923 formà part del Consell d'Administració de la Companyia Espanyola d'Electricitat i Gas Lebon. Després exercí com a director general de FECSA i de la Banca Arnús, aleshores vinculada a Joan March Ordinas. Fou president del Consell d'Administració de Crèdit i Docks de Barcelona i del Banc de Menorca. El 1963 fou nomenat president de la Cambra Oficial de Comerç i Navegació, però deixà el càrrec l'any següent. Fou president del consell regional català de la Banca March fins a la seva mort.
Es va casar amb Elena Ramón i Ruiz.